# Campionat del Món d'esquí nòrdic de 1935
El Campionat del Món d'esquí nòrdic de 1935 fou la novena edició del Campionat del Món d'esquí nòrdic. Es van disputar cinc proves, totes masculines, entre el 13 i el 18 de febrer de 1935 a Vysoké Tatry, Txecoslovàquia.

## Resultats

### Esquí de fons
| Prova   | Or                                                                      | Plata                                                                       | Bronze                                                                         |
| 18 km   | Klaes Karppinen (FIN)                                                   | Oddbjørn Hagen (NOR)                                                        | Olaf Hoffsbakken (NOR)                                                         |
| 50 km   | Nils-Joel Englund (SWE)                                                 | Klaes Karppinen (FIN)                                                       | Trygve Brodahl (NOR)                                                           |
| 4x10 km | Finlàndia Mikko Husu · Klaes Karppinen · Väinö Liikkanen · Sulo Nurmela | Noruega Trygve Brodahl · Bjarne Iversen · Olaf Hoffsbakken · Oddbjørn Hagen | Suècia Halvar Moritz · Erik August Larsson · Martin Matsbo · Nils-Joel Englund |

### Combinada nòrdica
| Prova      | Or                   | Plata               | Bronze             |
| Individual | Oddbjørn Hagen (NOR) | Lauri Valonen (FIN) | Willy Bogner (GER) |

### Salt d'esquí
| Prova          | Or                | Plata                 | Bronze             |
| Trampolí llarg | Birger Ruud (NOR) | Reidar Andersen (NOR) | Alf Andersen (NOR) |

## Medaller
| Posició | País      | Or | Plata | Bronze | Total |
| 1       | Noruega   | 2  | 3     | 3      | 8     |
| 2       | Finlàndia | 2  | 2     | 0      | 4     |
| 3       | Suècia    | 1  | 0     | 1      | 2     |
| 4       | Alemanya  | 0  | 0     | 1      | 1     |
|         | TOTAL     | 5  | 5     | 5      | 15    |